# 瑪雅·桑杜
瑪雅·桑杜（羅馬尼亞語：Maia Sandu，發音：[ˈmaja ˈsandu]；1972年5月24日—）是一名摩爾多瓦政治人物，現任摩爾多瓦總統，並曾於2019年出任摩爾多瓦總理，隶属行動和團結黨。桑杜曾於2012年7月至2015年7月任教育部長。2016年參選總統，以些微得票差距落選。
2019年大選後，桑杜當選總理並成功籌組聯合政府，然遭憲法法院裁定違憲，引發6月的憲政危機。但數日後法院推翻此一裁判，使桑杜內閣得以正式組成。然而五個月後，桑杜內閣因行動和團結黨與聯合內閣中的親俄政黨社會主義者黨不和，於議會通過不信任動議後下台。
在2020年摩爾多瓦總統選舉次輪投票中，桑杜擊敗爭取連任的伊戈尔·多东，成為該國首位女性總統。2024年的總統選舉，桑杜击败该国前总检察长亚历山大·斯托亚诺格洛，赢得連任。

## 早年经历
桑杜于1972年5月24日出生在里西佩尼 (Risipeni) 公社，该公社位于当时苏联的摩尔多瓦苏维埃社会主义共和国的弗莱什蒂区。她的父母是格里戈里和艾米莉亚·桑杜，分别是一名兽医和一名教师。从1989年到1994年，她在摩尔多瓦经济研究学院（ASEM）主修管理专业。从1995年到1998年，她在基希讷乌的公共管理学院（AAP）主修国际关系。2010年，她毕业于哈佛大学肯尼迪学院。从2010年到2012年，桑杜担任世界银行执行董事的顾问。

## 選舉紀錄

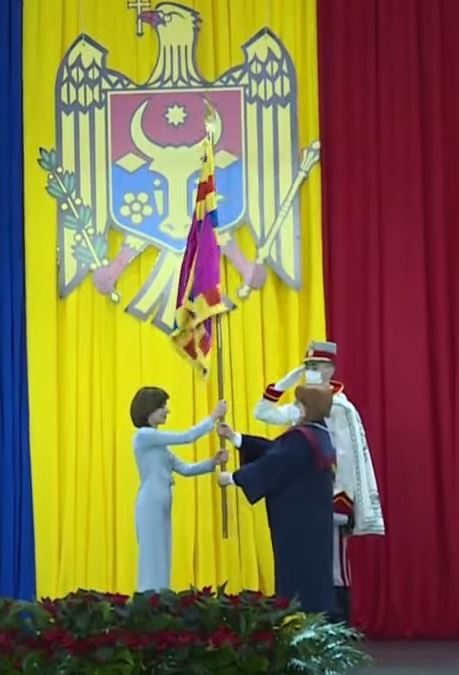
桑杜在總統就職日接過總統旗。

| 年度 | 選舉屆數               | 選舉區                 | 所屬政黨     | 得票數  | 得票率  | 當選標記 | 備註     |
| ---- | ---------------------- | ---------------------- | ------------ | ------- | ------- | -------- | -------- |
| 2016 | 第六任摩爾多瓦總統選舉 | 第六任摩爾多瓦總統選舉 | 行動和團結黨 | 549,152 | 38.71%  |          | 首輪投票 |
| 2016 | 第六任摩爾多瓦總統選舉 | 第六任摩爾多瓦總統選舉 | 行動和團結黨 | 766,593 | 47.89%  | 次輪投票 |          |
| 2019 | 第十屆國會議員選舉     | 西摩爾多瓦選區         | ACUM         | 49,955  | 80.78%  |          |          |
| 2020 | 第七任摩爾多瓦總統選舉 | 第七任摩爾多瓦總統選舉 | 行動和團結黨 | 487,635 | 36.16%  | 首輪投票 |          |
| 2020 | 第七任摩爾多瓦總統選舉 | 第七任摩爾多瓦總統選舉 | 行動和團結黨 | 943,006 | 57.72%  | 次輪投票 |          |
| 2024 | 第八任摩爾多瓦總統選舉 | 第八任摩爾多瓦總統選舉 | 無黨籍       | 656,852 | 42.49%  | 首輪投票 |          |
| 2024 | 第八任摩爾多瓦總統選舉 | 第八任摩爾多瓦總統選舉 | 無黨籍       | 929,964 | 55.33％ | 次輪投票 |          |

## 荣誉
- 劳动光荣勋章（摩爾多瓦，2014年7月23日[4]）
- 一等智者雅罗斯拉夫王公勋章（乌克兰，2021年8月23日[5]）
- 維陶塔斯大帝勳章 （立陶宛，2022年7月6日[6]）
- 大十字法國榮譽軍團勳章 （法國，2024年3月7日[7]）

## 外部連結
- 瑪雅·桑杜的Facebook專頁
- În /pas/ cu Maia Sandu （页面存档备份，存于）